# Alexandr Alexéyev
Alexandr Viacheslávovich Alexéyev –en ruso, Алексеев Александр Вячеславович– (Taskent, URSS, 30 de abril de 1981) es un deportista ruso que compitió en boxeo.
Ganó dos medallas en el Campeonato Mundial de Boxeo Aficionado, oro en 2005 y plata en 2003, y una medalla de oro en el Campeonato Europeo de Boxeo Aficionado de 2004.
En enero de 2006 disputó su primera pelea como profesional. En su carrera profesional tuvo en total 28 combates, con un registro de 24 victorias, 3 derrotas y un empate.

## Palmarés internacional
| Campeonato Mundial | Campeonato Mundial  | Campeonato Mundial | Campeonato Mundial |
| Año                | Lugar               | Medalla            | Categoría          |
| ------------------ | ------------------- | ------------------ | ------------------ |
| 2003               | Bangkok (Tailandia) | Medalla de plata   | 91 kg              |
| 2005               | Mianyang (China)    | Medalla de oro     | 91 kg              |
| Campeonato Europeo |                     |                    |                    |
| Año                | Lugar               | Medalla            | Categoría          |
| 2004               | Pula (Croacia)      | Medalla de oro     | 91 kg              |